# José Celestino Mutis y Bosio
José Celestino Mutis y Bosio   (Cadis, 6 d'abril de 1732 - Bogotà, 11 de setembre de 1808) fou un il·lustrat, científic, biòleg, metge, cirurgià, anatomista, matemàtic, físic, mineralogista, docent, eclesiàstic i, possiblement, un dels majors botànics espanyols del segle xviii.

## Personatge polifacètic
Nascut a Cadis sota el regnat de Carles III, estudià medicina a la seva ciutat natal, en el Real Colegio de Cirugía, i a la Universitat de Sevilla. Viatjà a Madrid en busca de treball. Després d'un temps, aconseguí convertir-se en el metge dels virreis de la Nova Granada a partir de 1761 de la mà del virrei Pedro Messía de la Cerda. Mutis també fou defensor de les idees de Newton i Copèrnic, per la qual cosa fou investigat per la Inquisició; simpatitzant de Carl von Linné, a qui serví d'inspiració (igualment amb Humboldt) i hi mantingué correspondència.

### Salut i medicina
Fou reformador dels estudis mèdics, modernitzà i feu més científics els plans d'estudis vigents a la capital de forma eficaç. En els seus inicis a Madrid, fou ajudant d'un catedràtic d'anatomia; amb això, posteriorment, també contribuí al descobriment de la quina com el primer component, i únic en aquell moment, per a evitar la febre. Com a comerciant creà una empresa nacional de la quina, però al descobrir-se la del Perú perdé el monopoli, llavors s'alià amb els criolls per a explotar aquest recurs. Obra derivada sobre aquesta temàtica és El arcano de la quina.

### Sacerdot i educador
Fou també sacerdot amb vocació tardana ordenat el 1772, però intel·lectual i políticament fou innovador, progressista com a sacerdot catòlic.
Tingué una vessant educadora en la seva etapa americana vers els joves americans a influir-los en la ciència. Així intentà inocular els seus coneixements en els col·legis majors, com el Colegio Mayor del Rosario, que posteriorment aquest i altres serien les bases de les futures universitats colombianes; ocupà les càtedres d'anatomia, medicina, cirurgia i matemàtiques modernes (copernicanes); entre els seus ensenyaments destaquen, entre altres temes, la física de Newton i la teoria heliocèntrica. Construí també un observatori astronòmic a Bogotà amb tots els instruments necessaris, es manté encara dempeus.

## Vessant botànica
José Celestino Mutis destacà sobretot en el camp de la botànica, on se situa la seva obra cabdal, tant com biòleg investigador com taxonomista de noves espècies, originàries d'Amèrica, catalogades i registrades.

### Reial Expedició Botànica del Virregnat de Nova Granada
Durant 25 anys fou director de la Reial Expedició Botànica del Virregnat de Nova Granada (1783-1816), recorrent els territoris de l'actual Colòmbia a través del riu Magdalena; l'expedició només es veié truncada per la independència de Colòmbia. No obstant això, durant la seva estada a l'antic virregnat convertí Santa Fe de Bogotà en una de les majors seus en il·lustració botànica, arribant a comparar-se amb ciutats europees com París o Londres.
Del treball de l'expedició destaca la magnífica conservació de l'herbari, a diferència del treball d'altres viatgers europeus, que preservà 20.000 exemplars representants de 2.600 espècies de la flora colombiana; tant Mutis com els seus companys pretenien representar en el seu arxiu tots els cicles de la planta, des de la llavor fins a la seva floració o foliació. A més a més, combinà la botànica i les arts plàstiques, utilitzant pigments naturals americans i europeus pintant làmines curoses i coloristes, que després mostrava la Corona.

### Llegat de Mutis
A més dels 20.000 exemplars en plantes esmentats, Mutis i el seu equip deixaren 6.800 làmines i 4.000 folis manuscrits; tots aquests elements es guarden actualment al Reial Jardí Botànic de Madrid. Inicialment es trobaven a Colòmbia, però el 1810, amb la independència d'aquesta, front possibles perills de destrucció del llegat de Mutis, es planteja la repatriació a Espanya del seu treball. El 1816 es realitza la catalogació i trasllat per part de Pablo Morillo de l'herbari, la iconografia i l'arxiu; a Colòmbia resta només la seva biblioteca a la Biblioteca Nacional de Colòmbia.
Tanmateix, més enllà del llegat material, un dels objectius de Mutis era la de crear esperit científic a Amèrica. Malgrat les opinions contràries a la mínima possibilitat de crear-se una tradició científica americana, Mutis es convertí en un referent per als cercles il·lustrats locals, formats per intel·lectuals criolls d'inspiració europea, fins i tot amb trets d'afrancesament; molts d'ells també lluitarien per les independències americanes, encara que no és possible atribuir a Mutis cap mena de participació notable en la vida política.

## Honors i reconeixements

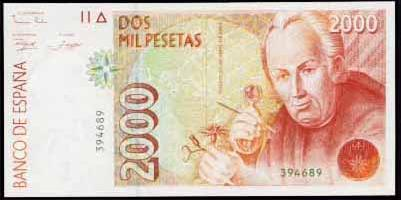
Bitllet de 2.000 pessetes amb l'efígie de Mutis

La persona i l'obra de Mutis ha estat molt reconeguda. L'extens i minuciós treball en botànica li valgueren el reconeixement de molts científics, entre ells Carl von Linné i el seu fill, que va batejar una planta en honor de Mutis, la Mutisia, gènere de la qual n'hi ha almenys 11 espècies diferents.
A Espanya, fins a l'entrada de l'euro, els bitllets de 2.000 pessetes dugueren l'efígie de Mutis. Tot i aquest fet, generalment ha estat i és una figura desconeguda. Malgrat això, existeix la Asociación de Amigos de José Celestino Mutis, que vol divulgar la importància de la seva persona i les seves obres, a més d'exaltar l'expedició americana. Gràcies a les seves iniciatives, la figura de José Celestino Mutis ha estat reconeguda i homenatjada, sobretot a la seva ciutat natal, Cadis, on es col·locà una placa en el seu honor el 1988.
L'any 2011, la Sociedad Colombiana de Matemáticas va instituir un premi amb el nom de Premio José Celestino Mutis a la Enseñanza de las Matemáticas per a distingir els mestres que hagin destacat en la seva labor. El premi s'atorga cada dos anys.